# مستشفى الشهيد ياسر عرفات الحكومي
مستشفى سلفيت الحكومي واسمه الرسمي مستشفى الشهيد ياسر عرفات هو أحد مستشفيات وزارة الصحة الفلسطينية التي تعمل في الضفة الغربية، والوحيد في محافظة سلفيت، افتتح عام 2006 وتبلغ قدرته السريرية 50 سريرًا.

## التاريخ
شُيد عام 1974 مركزًا صحيًا في سلفيت، قدم خدمات الرعاية الصحية الأولية بالإضافة إلى خدمات الطوارئ والولادة وكان عدد موظفيه 40 موظفًا.
عام 1982، قلص الاحتلال الإسرائيلي عدد موظفيه، كما قلص مساحته إلى الربع، وأنشئ مركز الدار البيضاء لذوي الإعاقة الذهنية. لاحقًا خلال الانتفاضة الفلسطينية الأولى أغلق الاحتلال الإسرائيلي المركز بأكمله.
مع بداية الانتفاضة الفلسطينية الثانية عام 2000، صارت حركة تنقل الفلسطينيين بين المدن الفلسطينية في الضفة الغربية صعبةً جدًا لكثرة الحواجز الإسرائيلية التي تحد من الحركة، والاجتياحات للمدن الفلسطينية. عام 2001 أعادت وزارة الصحة الفلسطينية افتتاح المركز الصحي كمستشفى طوارئ يقدم الخدمات الطارئة وخدمات الولادة وقد ضم قسمًا للأشعة وصيدلية ومختبرًا.
عام 2004، بدأت بلدية سلفيت ووزارة الصحة وبتمويل من التعاون الياباني والتبرعات من السكان المحليين إنشاء مبنى المستشفى الجديد والذي افتتح رسميًا في سبتمبر 2006.
في 9 مايو 2007، أُعيد تسمية المستشفى ليصبح مستشفى الشهيد ياسر عرفات.
عام 2010، افتتحت وحدة غسيل الكلى. 
عام 2014، بدأ تشغيل النظام الصحي المحوسب (HIS) في المستشفى، واستغني عن الورق.
عام 2017، اعتبرت منظمة الصحة العالمية، المستشفى صديقاً للطفل، لجودة الخدمات الصحيّة والمرافق المخصصة لعلاج الأطفال فيه، وأيضاً اعتمدت وزارة الصحة الفلسطينية المستشفى مركزاً لإجراء عمليات السمنة المفرطة، وأيضاً مركزاً لمتابعة مرضى الثلاسيميا والهيموفيليا في منطقة شمال الضفة.
بلغت نسبة إشغال المستشفى عام 2017 حوالي 92.6%، حيث قدم خلالها الخدمة لأكثر من 150 ألف مريض من خلال أقسامه المختلفة، وهي:الطوارئ، الجراحة العامة، العمليات، وحدة العناية المكثفة، الأمراض الباطنية، القلب، العظام، المسالك البولية، الروماتيزم، النسائية والتوليد، الحضانة، الأطفال، الكلية الصناعية، العيادات الخارجية، الأنف والأذن والحنجرة، العلاج الطبيعي، الأشعة، الصيدلية، المختبر وبنك الدم.
لاحقًا ونظرًا لزيادة نسبة إشغال المستشفى وحاجته لمساحات جديدة لتوفير خدمات طبية متقدمة، مول الصندوق العربي للإنماء الاقتصادي والاجتماعي توسعة جديدة للمستشفى.

### جائحة كوفيد 19
في 17 يوليو 2020، أعلن محافظ محافظة سلفيت عبد الله كميل عن إصابة طبيب بالمستشفى بعد تأكيد إصابته بمرض فيروس كورونا 2019، مع استمرار عمل قسم غسيل الكلى والولادة بإجراءات مشددة.
خُصص قسم بسعة 12 سريرًا لعلاج مرضى كوفيد 19.

## القوى العاملة
يعمل فيه 215 موظفًا، موزعين على النحو التالي:
| توزيع القوى العاملة في المستشفى (2022) | توزيع القوى العاملة في المستشفى (2022) | توزيع القوى العاملة في المستشفى (2022) | توزيع القوى العاملة في المستشفى (2022) | توزيع القوى العاملة في المستشفى (2022) | توزيع القوى العاملة في المستشفى (2022) | توزيع القوى العاملة في المستشفى (2022) | توزيع القوى العاملة في المستشفى (2022) |
| إدارة وخدمات                           | مهن طبية مساندة                        | قابلة                                  | ممرض                                   | صيدلاني                                | طبيب أسنان واختصاصي                    | طبيب اختصاصي                           | طبيب عام                               |
| -------------------------------------- | -------------------------------------- | -------------------------------------- | -------------------------------------- | -------------------------------------- | -------------------------------------- | -------------------------------------- | -------------------------------------- |
| 50                                     | 38                                     | 21                                     | 64                                     | 2                                      | 0                                      | 22                                     | 18                                     |

## معرض صور

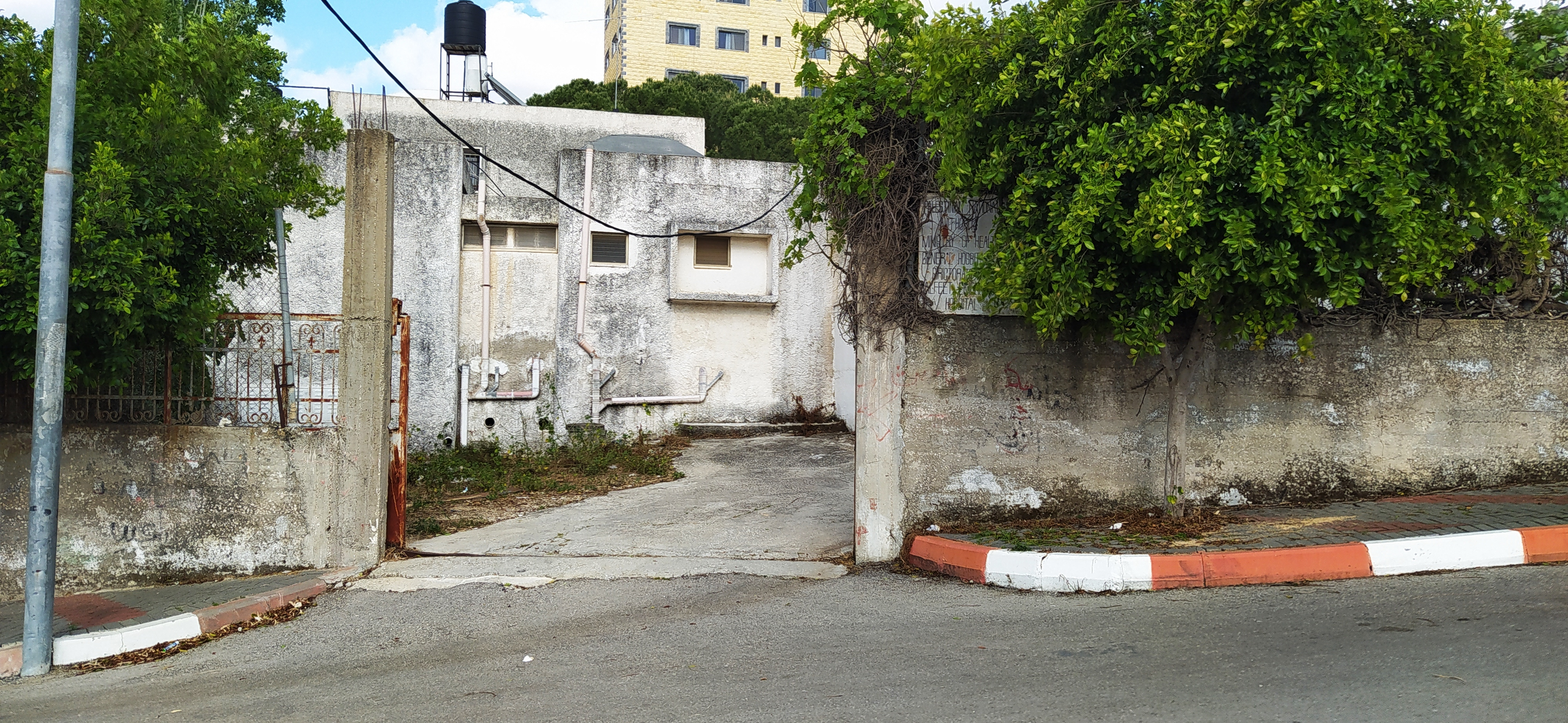
مدخل المستشفى القديم
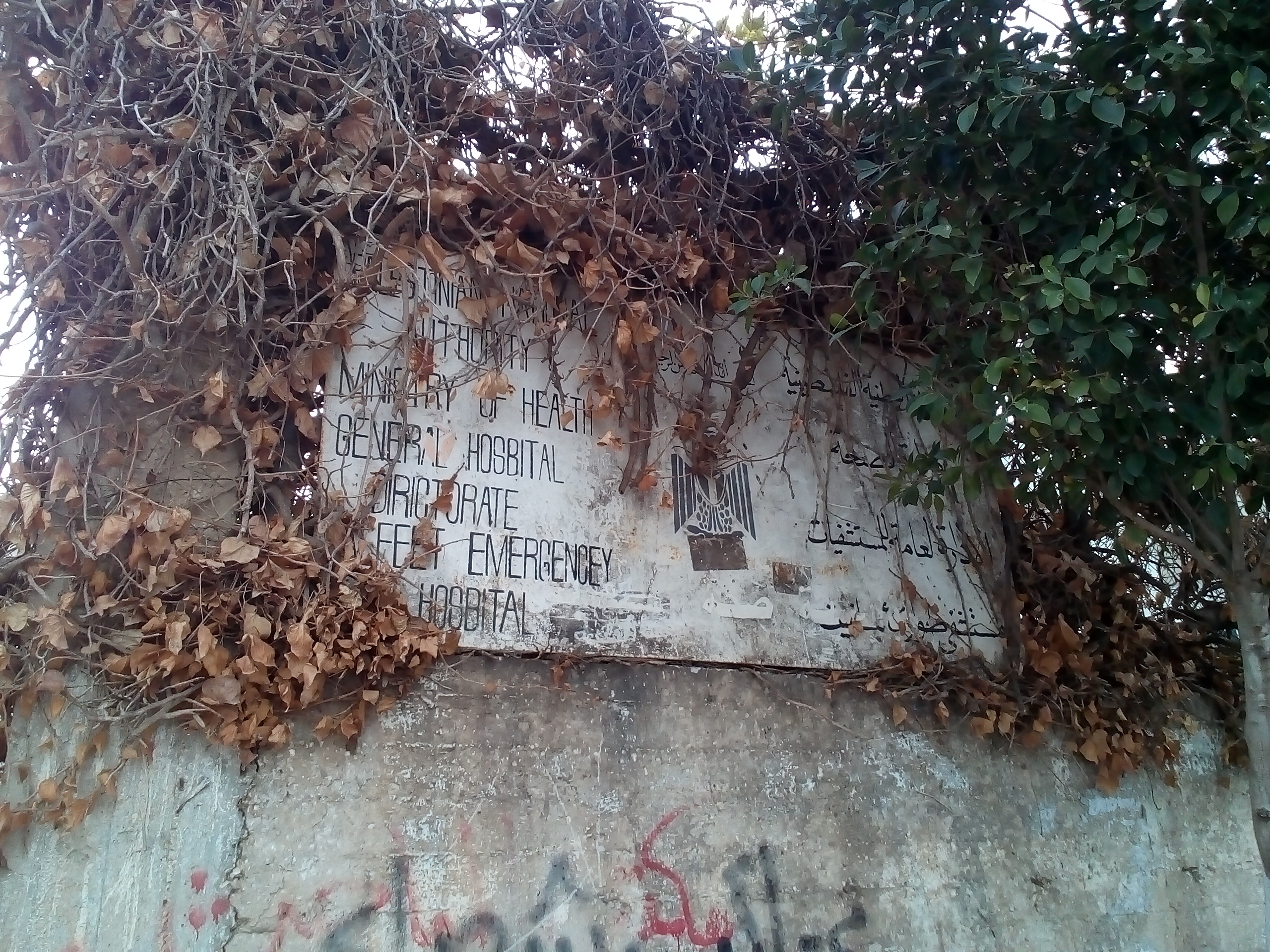
لافتة المستشفى القديم
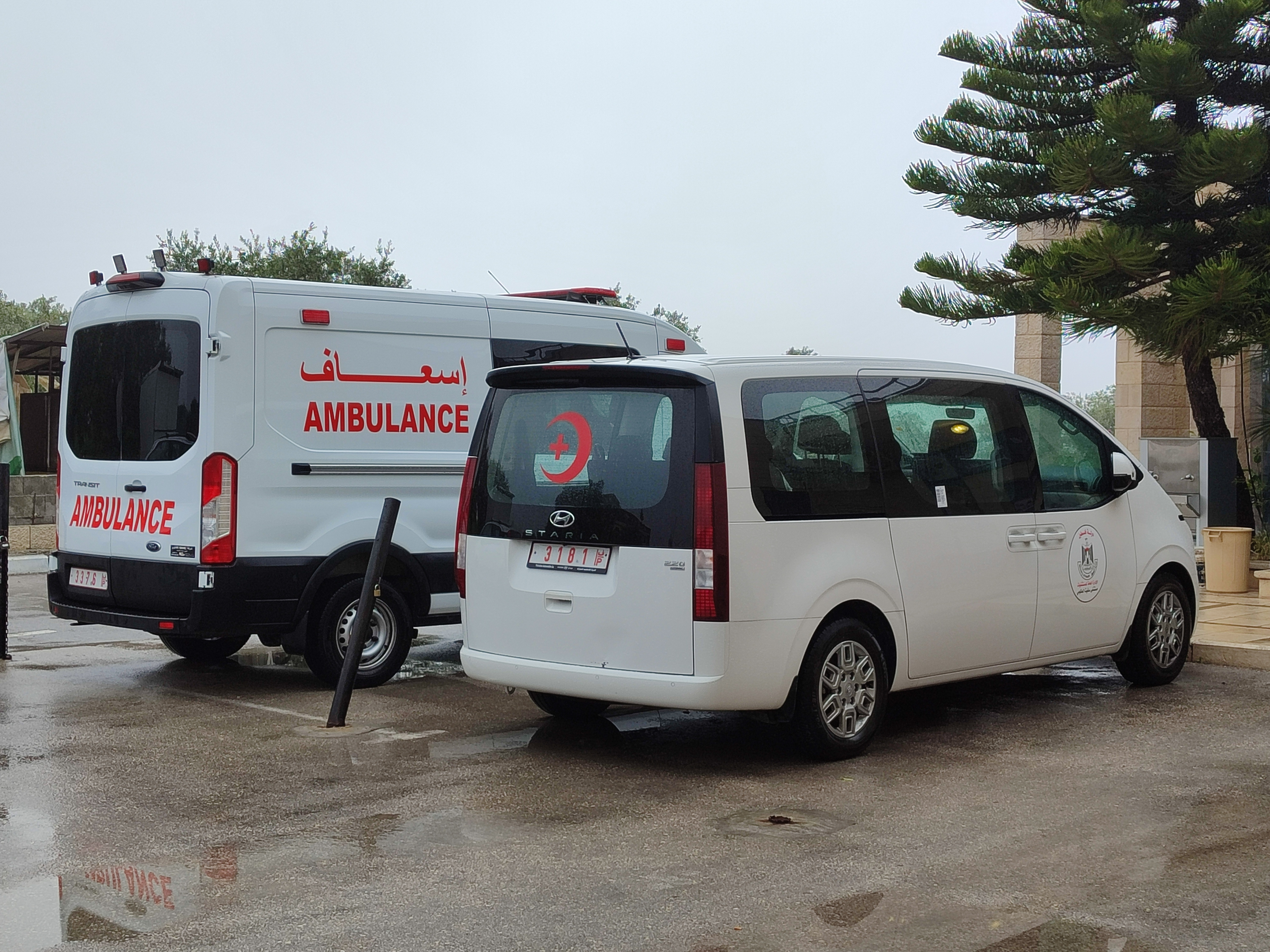
مركبات المستشفى عام 2024
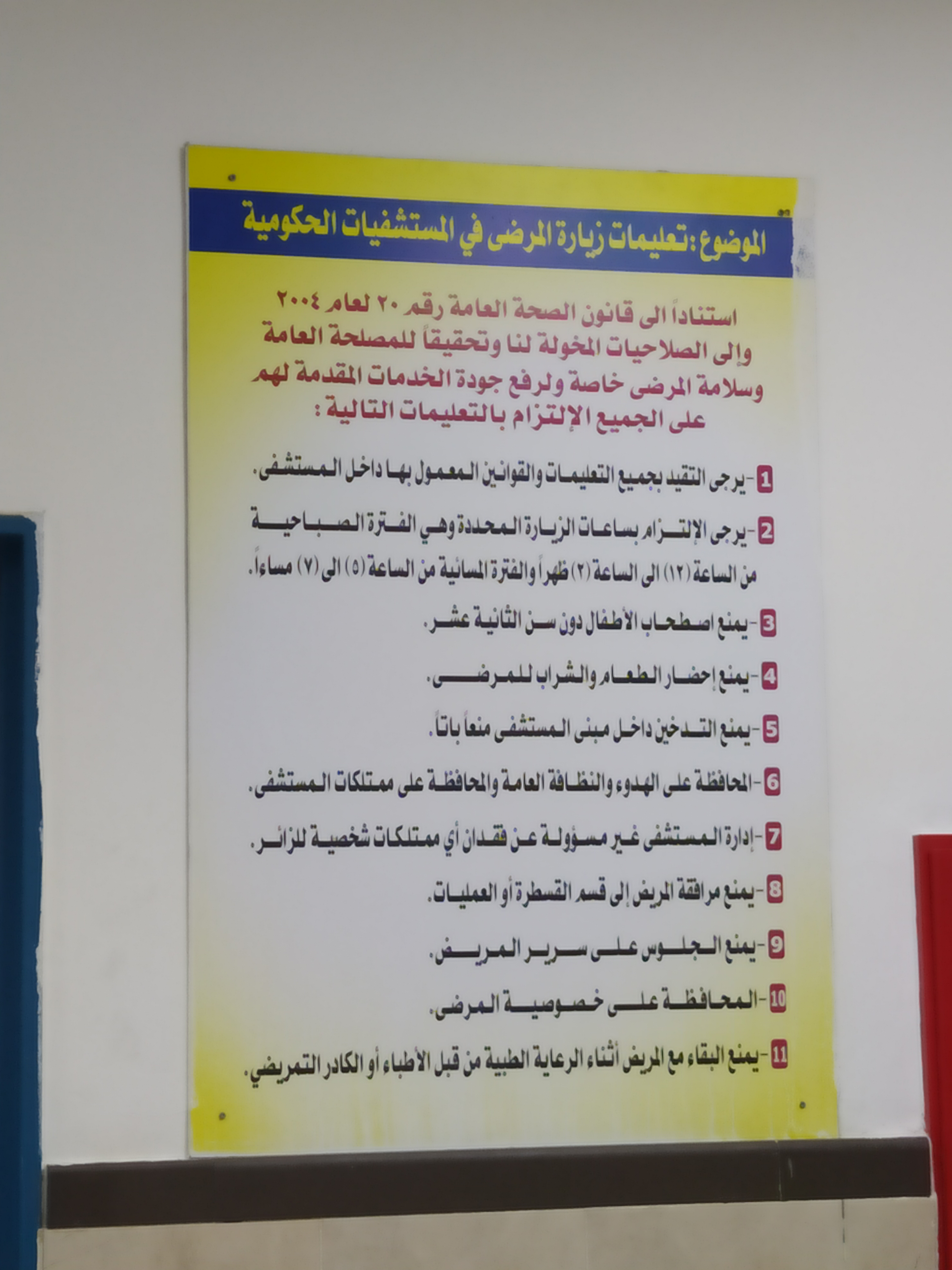
تعليمات زيارة المرضى
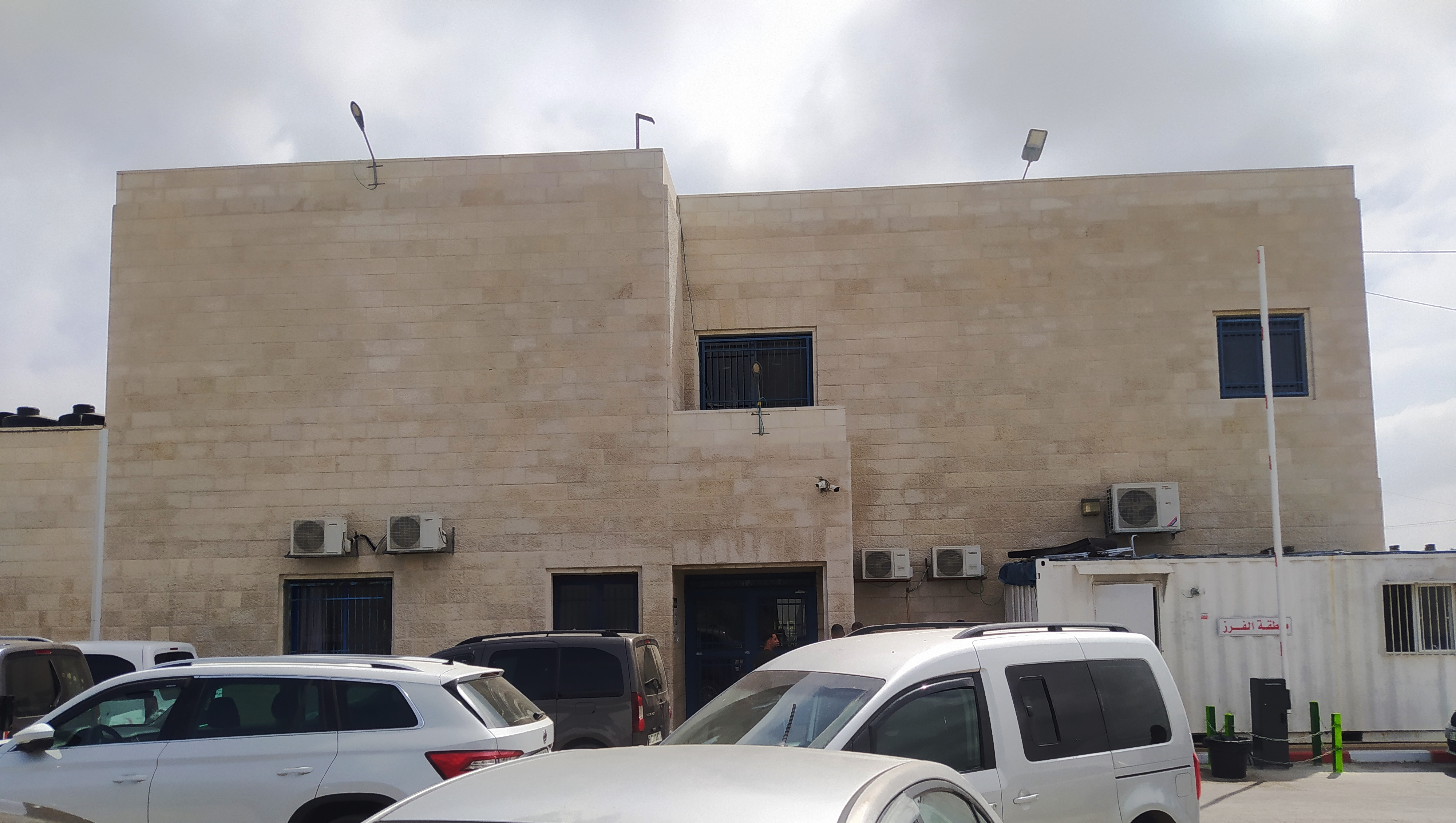
مدخل الطوارئ